# Jean-François Bert
Jean-François Bert, né le 14 septembre 1976 est sociologue et historien des sciences sociales, Professeur titulaire d'anthropologie des savoirs à l'Université de Lausanne (Suisse).

## Biographie
Il s’intéresse à la sociologie politique des savoirs, à l’histoire des sciences et à l'anthropologie des pratiques culturelles et travaille à redéfinir le statut et les cadres de l'histoire des sciences dans une approche qui se veut attentive aux pratiques effectives de la recherche : les commencements d'une opération de recherche ; l'histoire d'un ouvrage et ses usages ; l'apport des correspondances à l'histoire des sciences modernes ; les lieux de transmission des savoirs. Ainsi, lorsqu'il consacre une étude, avec Philippe Artières, à l’œuvre célèbre de Michel Foucault sur l'Histoire de la folie à l'âge classique, ce n'est pas pour réexaminer l'analyse de Foucault mais, se positionnant en historien et en sociologue, pour décrire l'accueil fait à cet ouvrage, devenu aujourd'hui un classique, pour en détailler la genèse, la diffusion et l'impact,.
De même, par son ouvrage consacré en 2014 aux archives de chercheurs, Jean-François Bert fournit les bases d’un renouvellement méthodologique de l’histoire des sciences sociales : dans ces archives, les agendas renseignent sur les rythmes de travail et les contraintes dans lesquelles s'inscrivent le travail d'un chercheur, la composition d’une bibliothèque renseigne sur les lectures d'un auteur mais aussi sur les publications non utilisées, les notes dans les marges de ces lectures indiquent les points d’intérêt,.
Ses travaux portent désormais sur l'histoire des pratiques savantes, la matérialité des savoirs, et les manières de penser dans les mondes lettrés.  C’est par une approche comparée des pratiques de savoirs que Jean-François Bert cherche à comprendre les effets de certaines grandes distinctions théoriques et épistémologiques utilisées pour concevoir les savoirs comme celles entre savoirs intellectuels et savoirs pratiques, savoirs experts et savoirs de vulgarisation ou encore savoirs reconnus et pseudo-savoirs.

## Publications
- Des Gestes aux techniques. Les techniques dans les sociétés pré-machinistes de André Georges Haudricourt, édition établie, corrigée et annotée, Quae-MSH, Paris, 320 p., 2010
- Surveiller et punir de Michel Foucault, PUC/IMEC, coll. Regards critique, 380 p. (avec Philippe Artières, Judith Revel, Philippe Chevallier, Luca Paltrieri…), 2010
- Trois lettres de K. Marx et F. Engels à propos du mode de production asiatique (juin 1853). Suivi de Penser Marx avec l'anthropologie, Les Carnets/La Phocide, Strasbourg 64 p., 2010.
- Un succès philosophique: l'histoire de la folie à l'âge classique de Michel Foucault (en collaboration avec Philippe Artières), Presses universitaires de Caen, 2011, 264 p. [2],[3]
- Michel Foucault, Édition des Cahiers de l'Herne. (avec Philippe Artières, Frédéric Gros, Judith Revel), 2011
- Hobbes à l'agrégation, Paris, éditions de l'EHESS, coll. « Audiographie », 59 p. , 2011
- Introduction à Michel Foucault, Repères, Ed. La Découverte, 2011, 126 p.[6],[7]
- Les Techniques du corps de Marcel Mauss. Dossier critique, Publications de la Sorbonne  (ISBN 978-2-85944-714-4), 2012
- Marcel Mauss, Henri Hubert et la sociologie des religions. Penser et écrire à deux, La cause des livres, Paris, 2012, 156 p.[3]
- L'atelier de Marcel Mauss , CNRS éditions Paris  Série:Socio/Athropo  (ISBN 978-2-271-07589-5), 2012[8]
- La volonté de savoir de Michel Foucault, Coll. Regards critique, Caen, Coll. Regards critique, Caen, PUC/IMEC, 2013 (direction)
- Qu’est-ce qu’une archive de chercheur ?, OpenEdition Press, 2014[4]
- Henri Hubert et la sociologie des religions, Presses universitaires de Liège, 2015.
- Une histoire de la fiche érudite, ENSSIB, Lyon, 2017 (http://ficheserudites.enssib.fr/)
- Comment pense un savant. Un physicien des Lumières et ses cartes à jouer, ANAMOSA, Paris, 2018.
- Le courage de comparer. L'anthropologie subversive de Marcel Mauss, Labor et Fides, Genève  (ISBN 978-2-8309-1755-0), 2021
- Avec Jérôme Lamy, Voir les savoirs. Lieux, objets et gestes de la science, ANAMOSA, Paris, 2021  (ISBN 978-2-38191-030-7).
- Lire Les techniques du corps : relire Marcel Mauss, Editions de la Sorbonne, Paris, 2022  (ISBN 979-10-351-0673-7)
- Avec Jérôme Lamy, Les cartes à jouer du savoir. Détournements savants au XVIIIe siècle, SchwabeVerlag, Bâle, 2023 (978-3-7965-4795-9).
- Le corps qui pense. Une anthropologie historique des pratiques savantes, SchwabeVerlag, Bâle, 2023 (978-3-7965-4895-6). DOI : 10.24894/978-3-7965-4895-6